# Romandie I – 1952
Das Motorschiff Romandie I – 1952 ist ein Schweizer Fahrgastschiff.

## Geschichte
Nachdem die Eisenbahn in den 1860er Jahren die Personenschifffahrt auf der Aare zum Erliegen gebracht hatte, versuchte der Unternehmer W. Kölliker 1952 einen Neuanfang und liess von der Metallbaufirma Decker in Neuenburg das Motorschiff Romandie I bauen. Das Schiff war 19,5 m lang und 5,5 m breit und für maximal 130 Passagiere zugelassen.  Bis 1960 verkehrte es  regelmässig zwischen Neuenburg und Solothurn. Dann wurde es von grösseren Schiffen abgelöst und an die Schifffahrtsgesellschaft Hallwilersee verkauft.
Bis zum Ende der Fahrsaison 2009 war das Schiff dann unter dem Namen Seetal auf dem Hallwilersee im Einsatz. Dann wurde es auch dort durch ein moderneres Schiff ersetzt und an den Bielersee verkauft. Im Nachttransport gelangte es über Land nach Biel, wo es der Liebhaberverein Kulturschiff.ch bis 2012 komplett modernisierte.
Unter dem Namen Romandie I – 1952 wurde es schliesslich als exklusives Fahrgastschiff für bis zu 40 Gäste wieder in Dienst gestellt. Dieses Schiff ist das letzte auf den drei Seen verkehrende Fahrgastschiff mit offenem Steuerstand im Bug.

## Gegenwart
Die Romandie I – 1952 verkehrt heute unter der Regie des Vereins Kulturschiff.ch als luxuriöses Salonschiff auf dem grössten schiffbaren Wasserwegnetz der Schweiz. Vom Heimathafen Biel aus führt es seine Gäste auf den Bielersee und via Zihlkanal und Broyekanal auch auf den Neuenburgersee und Murtensee. Via die Aare verkehrt das Schiff bis nach Solothurn.

## Energieversorgung
Pünktlich zu ihrem 70-jährigen Bestehen wurde die Romandie I – 1952 zum ersten vollelektrisch betriebenen nostalgischen Charterschiff der Schweiz umgebaut. Sowohl Antrieb als auch die ganze Bordgastronomie beziehen ihren Strom aus modernsten Energiespeichern, welche ihren Strom von den Solarpanelen beziehen.

## Bilder

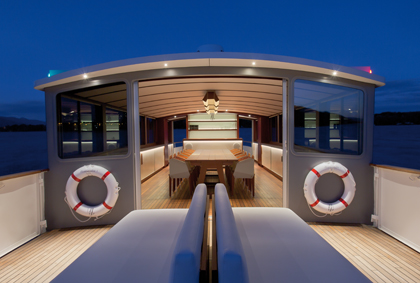
Vorderdeck
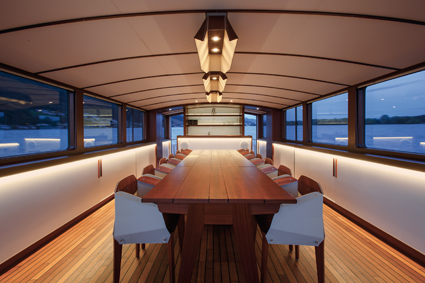
Salon